# Kinh tế Liên minh châu Âu
Nền Kinh tế Liên minh châu Âu theo quỹ Tiền tệ Quốc tế (IMF) tạo ra  17.1 tỉ USD năm 2021, khiến nó trở thành nền kinh tế lớn thứ 2 hoặc 3 trên thế giới. Nền kinh tế Liên minh châu Âu (EU) bao gồm một thị trường nội khối và EU có vai trò như một thực thể thống nhất ở Tổ chức Thương mại Thế giới (WTO).

## Tiền tệ
Đồng tiền chính thức của EU là euro, được chấp nhận trong tất cả các tài liệu và chính sách của EU. Hiệp ước Ổn định và Phát triển đã tạo ra các tiêu chuẩn tài chính để bảo đảm cho sự ổn định và hội tụ kinh tế. Euro cũng là đồng tiền được sử dụng phổ biến nhất ở châu Âu. Nó được sử dụng tại 17 quốc gia thành viên gọi chung là Eurozone. Trừ Anh và Đan Mạch, những nước có opt-out đặc biệt, tất cả các thành viên khác đã cam kết chuyển sang sử dụng đồng euro ngay sau khi đáp ứng được các yêu cầu cần thiết. Ngoài ra, Thụy Điển có quyền quyết định xem liệu có hay không và khi nào thì tham gia vào Cơ chế tỷ giá Giao dịch châu Âu, đó là bước sơ bộ để tham gia vào Eurozone. Các nước còn lại cam kết tham gia euro thông qua hiệp ước gia nhập của họ.

## Kinh tế
| Quốc gia thành viên | GDP 2010 (triệu euro) | Dân số (triệu người) | GDP (PPP) đầu người 2010 (euro) | GDP (Danh nghĩa) đầu người 2010 (euro) | GDP (PPP) đầu người 2010 (EU27 = 100) | Eurozone (có/không) |
| ------------------- | --------------------- | -------------------- | ------------------------------- | -------------------------------------- | ------------------------------------- | ------------------- |
| Liên minh châu Âu   | 22.268.387            | 501                  | 24.400                          | 25.100                                 | 100,0%                                |                     |
| Đức                 | 2.761.498             | 81,4                 | 28.800                          | 31.400                                 | 118%                                  | có                  |
| Pháp                | 2.143.648             | 65,3                 | 26.300                          | 29.800(2010)                           | 108%                                  | có                  |
| Italy               | 2.548.816             | 60,3                 | 24.600                          | 26.000                                 | 101%                                  | có                  |
| Tây Ban Nha         | 1.662.591             | 46,0                 | 24.500                          | 23.300                                 | 100%                                  | có                  |
| Hà Lan              | 591.477               | 16,6                 | 32.500                          | 36.100                                 | 133%                                  | có                  |
| Ba Lan              | 354.316               | 38,2                 | 15.300                          | 9.300(2010)                            | 63%                                   | không               |
| Bỉ                  | 352.941               | 10,8                 | 29.000                          | 33.600                                 | 119%                                  | có                  |
| Thụy Điển           | 346.667               | 9,3                  | 30.100                          | 41.000                                 | 123%                                  | không               |
| Áo                  | 284.410               | 8,4                  | 30.800                          | 35.800                                 | 126%                                  | có                  |
| Đan Mạch            | 234.005               | 5,5                  | 31.000                          | 43.100                                 | 127%                                  | không               |
| Hy Lạp              | 230,173(t)            | 11,3                 | 21.900(t)                       | 19.000                                 | 90%                                   | có                  |
| Phần Lan            | 180.253               | 5,3                  | 28.100                          | 35.600                                 | 115%                                  | có                  |
| Bồ Đào Nha          | 172.699               | 10,6                 | 19.500                          | 16.100                                 | 80%                                   | có                  |
| Ireland             | 153.938               | 4,4                  | 31.100                          | 34.900(2010)                           | 128%                                  | có                  |
| Cộng hòa Séc        | 145.049               | 10,5                 | 19.400                          | 14.700                                 | 80%                                   | không               |
| Romania             | 121.941               | 21,5                 | 11.400                          | 5.800(2010)                            | 46%                                   | không               |
| Hungary             | 98.446                | 10,0                 | 15.800                          | 10.100                                 | 65%                                   | không               |
| Slovakia            | 65.905                | 5,4                  | 18.000                          | 12.700                                 | 74%                                   | có                  |
| Luxembourg          | 41.597                | 0,5                  | 66.300                          | 82.700                                 | 271%                                  | có                  |
| Bulgaria            | 36.033                | 7,6                  | 10.700                          | 4.800(2010)                            | 44%                                   | không               |
| Slovenia            | 35.974                | 2,0                  | 20.700                          | 17.400                                 | 85%                                   | có                  |
| Lithuania           | 27.410                | 3,2                  | 14.000                          | 9.500                                  | 57%                                   | không               |
| Latvia              | 17.971                | 2,2                  | 12.500                          | 9.700                                  | 51%                                   | có                  |
| Síp                 | 17.465                | 0,8                  | 24.200                          | 22.000                                 | 99%                                   | có                  |
| Estonia             | 14.501                | 1,3                  | 15.700                          | 11.900                                 | 64%                                   | có                  |
| Malta               | 6.233                 | 0,4                  | 20.200                          | 15.300                                 | 83%                                   | có                  |

| Ứng viên EU (sắp gia nhập) | GDP 2010 triệu euro | Dân số triệu người | GDP (PPP) đầu người 2010 euro | GDP (Nominal) đầu người 2010 euro | GDP (PPP) đầu người 2010 perc. of EU27 | Eurozone có/không |
| -------------------------- | ------------------- | ------------------ | ----------------------------- | --------------------------------- | -------------------------------------- | ----------------- |
| Iceland                    | 9.496               | 0,3                | 27.100                        | 31.700                            | 111%                                   | không             |
| Croatia                    | 45.899              | 4,5                | 14.800(t)                     | 10.400(t)(2010)                   | 61%                                    | không             |
| Thổ Nhĩ Kỳ                 | 552.842             | 71,0               | 12.000                        | 7.600(2010)                       | 49%                                    | không             |
| Macedonia                  | 6.922               | 2,0                | 8.600                         | 3.300(2009)                       | 36%                                    | không             |
| Montenegro                 |                     | 0.6                |                               |                                   | 41%                                    | không             |
| Serbia                     | 28.671              | 7,3                |                               | 3.876                             | 34%                                    | không             |

| Quốc gia đang xin gia nhập EU | GDP 2010 triệu euro | Dân số triệu người | GDP (PPP) đầu người 2009 (euro) | GDP (danh nghĩa) đầu người 2009 (euro) | GDP (PPP) đầu người 2009 perc. of EU27 | Eurozone có/không |
| ----------------------------- | ------------------- | ------------------ | ------------------------------- | -------------------------------------- | -------------------------------------- | ----------------- |
| Albania                       | 8.975               | 3,2                |                                 | 2.803                                  | 28%                                    | không             |
| Bosnia và Herzegovina         |                     | 3,8                |                                 |                                        | 31%                                    | không             |

| Quốc gia từng xin gia nhập EU | GDP 2010 triệu euro | Dân số triệu người | GDP (PPP) đầu người 2010 euro | GDP (danh nghĩa) đầu người 2011 euro | GDP (PPP) đầu người 2010 perc. of EU27 | Eurozone có/không |
| ----------------------------- | ------------------- | ------------------ | ----------------------------- | ------------------------------------ | -------------------------------------- | ----------------- |
| Na Uy                         | 311.855             | 4,6                | 44.200                        | 64.500(2010)                         | 181%                                   | không             |
| Thụy Sĩ                       | 398.878             | 7,7                | 35.900                        | 58.400                               | 147%                                   | không             |

t: giá trị tạm thời
e: giá trị ước lượng 

Nguồn: GDP Millions of PPS:EUROSTAT, GDP(PPP) per inhabitant: EUROSTAT, GDP per capita in PPS:EUROSTAT(, GDP per inhabitant expressed in PPS (2009): EUROSTAT